# American Yakuza
American Yakuza è un film d'azione statunitense del 1993 diretto da Frank A. Cappello.

## Trama
L'ex agente dell'FBI, Nick Davis, recentemente uscito di prigione per una malefatta spera di trovare un lavoro circoscritto dalla città anche se lui è sotto copertura visto che è ancora un agente dell'FBI, cioè nelle zone più malfamate tra cui quella dei Docks di San Diego. Arrivato al porto viene coinvolto in uno scontro a fuoco e salva la vita a Shuji Yamamoto, un boss della mafia giapponese e così il boss fa entrare Nick nella sua famiglia.